# Listă de ambasadori în România
Aceasta este o listă de ambasadori în România:

## Africa de Sud
- Duduzile Moerane Khoza [1]
- Thenjiwe Mtintso [2]

## Armenia
- Hamlet Gasparian [3]

## Belgia
- Philippe Beke [4]

## Cehia
- Jirí Sitler [5]
- Jaromír Plíšek[6]

## China
- Xu Feihong [7][8]

## Elveția
- Jean-Hubert Lebet (2011-prezent) [9]

## Franța
- Philippe Gustin [10]
- Francois Saint-Paul [11]

## Iran
- Bahador Aminian Jazi [12][13]

## Italia
- Daniele Mancini [14]
- Mario Cospito [15][16]
- Diego Brasioli [17][18][19][20]

## Irak
- Omer Berzinji [21]

## Irlanda
- Derek Feely [22]

## Israel
- Tamar Samash [23]

## Letonia
- Ilgvars Kļava [24]

## Lituania
- Arvydas Pocius [25]

## Mexic
- Agustín Gutiérrez Canet [26]

## Republica Moldova
- Daniel Ioniță [27]

## Norvegia
- Øystein Hovdkinn [28][29]
- Tove Bruvik Westberg [30]

## Olanda
- Matthijs van Bonzel [31][32][33][34]

## Palestina
- Ahmad Aqel [35]
- Fuad Kokaly [36]

## Regatul Unit
- Paul Brummell [37][38]

## Rusia
URSS
- Evgheni Tiajelnikov [39][40][41][42][43]

Rusia
- Oleg Malginov [44][45][46]
- Valerii Kuzmin (din 2016) [47][48][49]

## Turcia
- Osman Koray Ertaş [50][51][52]

## Ucraina
- Teofil Bauer (februarie 2004 – septembrie 2005 și 13 aprilie 2012 – 11 martie 2016) [53][54][55]